# Arioso
Een arioso is een muziekvorm voor solo-zang en instrumenten, met name in de barokmuziek. Zowel qua tekst als qua muziek is het arioso een tussenvorm van een recitatief en een aria. 
In vergelijking met een recitatief, waarbij de muzikale begeleiding meestal alleen bestaat uit een basso continuo, is de begeleiding van een arioso uitbundiger en rijker. De nadruk van een arioso ligt in vergelijking met een aria meer op de tekst dan op de muziek. 
Vaak maken arioso's deel uit van een groter muziekstuk, zoals een opera, oratorium of cantate. In de Matthäus Passion van Johann Sebastian Bach bijvoorbeeld zijn enkele arioso's te vinden, vaak als inleiding op een aria die door dezelfde solist gezongen wordt.